# Hermann Haller (sculpteur)
Ne doit pas être confondu avec Hermann Haller.
Pour les articles homonymes, voir Haller.
Hermann Haller est un sculpteur suisse, né le 24 décembre 1880 à Berne et mort le 23 novembre 1950 à Zurich.

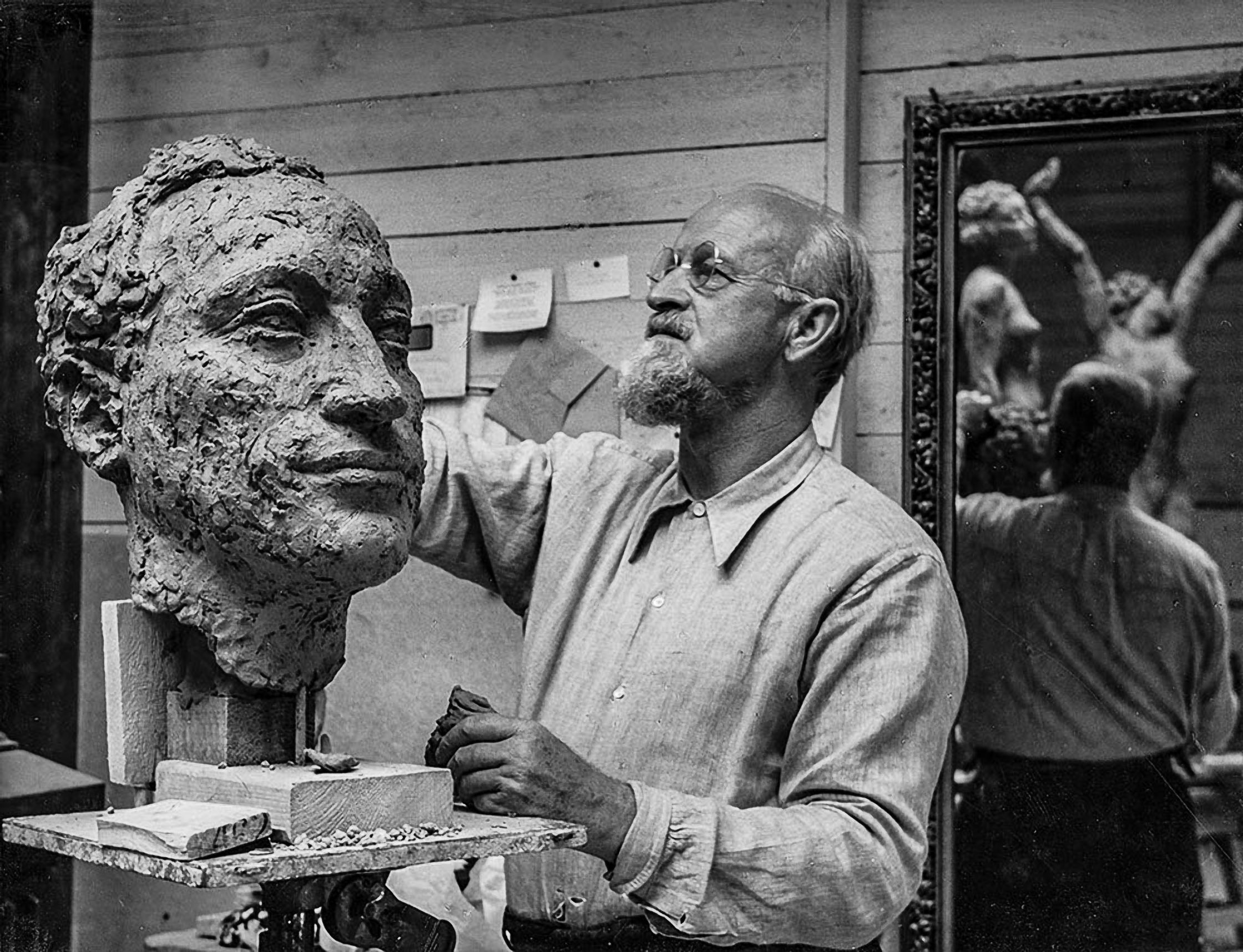
Hermann Haller vers 1940, Photo: Hilmar Lokay

Considéré comme l'un des fondateurs de la sculpture moderne en Suisse, il est plus modeleur que sculpteur.

## Biographie

### Origines et famille
Hermann Haller naît le 24 décembre 1880 à Berne. Il est originaire de Zofingue, dans le canton d'Argovie, dont la famille possède le droit de bourgeoisie depuis le xvie siècle. Son père, Friedrich Haller, est ingénieur mécanicien et le premier directeur de l'Office fédéral de la propriété intellectuelle ; sa mère, née Susanna Ackermann, est enseignante. Il est le neveu du conseiller national Theodor Haller (de) et l'oncle du compositeur Hermann Haller (de)[réf. nécessaire]. Il a un frère aîné.
Il se marie à trois reprises. La première fois en 1909, à Düsseldorf[réf. nécessaire], avec la cantatrice Gerda Agnes von Wätjen, fille du conseiller gouvernemental Hermann von Wätjen (de), petite-fille maternelle[réf. nécessaire] du peintre Benjamin Vautier et sœur du peintre Otto von Wätjen ; la deuxième fois en juin 1917, avec la peintre berlinoise Felicitas Trillhaase, dite Chichio, fille du peintre naïf Adalbert Trillhaase (de) ; et la troisième fois en 1945 avec la fille de l'anatomiste d'Heidelberg Hermann Braus, l'artiste Hedwig Braus, qui devient son élève avec qui il vit à partir de 1919.
Il a un fils, Peter, né en 1909 de son premier mariage.

### Études et voyages
Il décide de devenir peintre à l'âge de 14 ans, en voyant les tableaux du peintre Ferdinand Hodler lors d'une exposition à Vevey, dans le canton de Vaud. C'est d'ailleurs Hodler qui reconnaît à Haller, alors âgé de 17 ans, un grand talent.
Après avoir obtenu sa maturité gymnasiale à Berne, il commence des études d'architecture à Stuttgart en 1898, mais suit en secret à partir de l'automne 1899 des cours de peinture dans l'école privée de Heinrich Knirr, où il retrouve un camarade de classe de Berne, Paul Klee. Ils s'inscrivent en 1900 ou 1901 à l'Académie des beaux-arts de Munich, où ils suivent les cours de Franz von Stuck. Ils voyagent ensemble en Italie d'octobre 1901 à mai 1902.
À partir de 1901, il étudie à l'Académie d'État des beaux-arts de Stuttgart (de), dans la classe de Leopold von Kalckreuth. C'est à cette époque qu'il se lie d'amitié avec le peintre Karl Hofer et le poète Alfred Mombert.

### Mécénat et parcours artistique
Le mécène de Winterthour Theodor Reinhart (de), qui est également lié au poète de Heidelberg par son fils Hans, qui est un ami de Mombert, permet à Haller, comme Hofer, de passer plus de temps à Rome dans la Villa Strohl-Fern, où il se consacre à la sculpture et réalise, après une visite de Mombert, le buste en plâtre de ce dernier. En 1907, Hermann Haller se fait connaître grâce à un hommage rendu dans une revue artistique. 

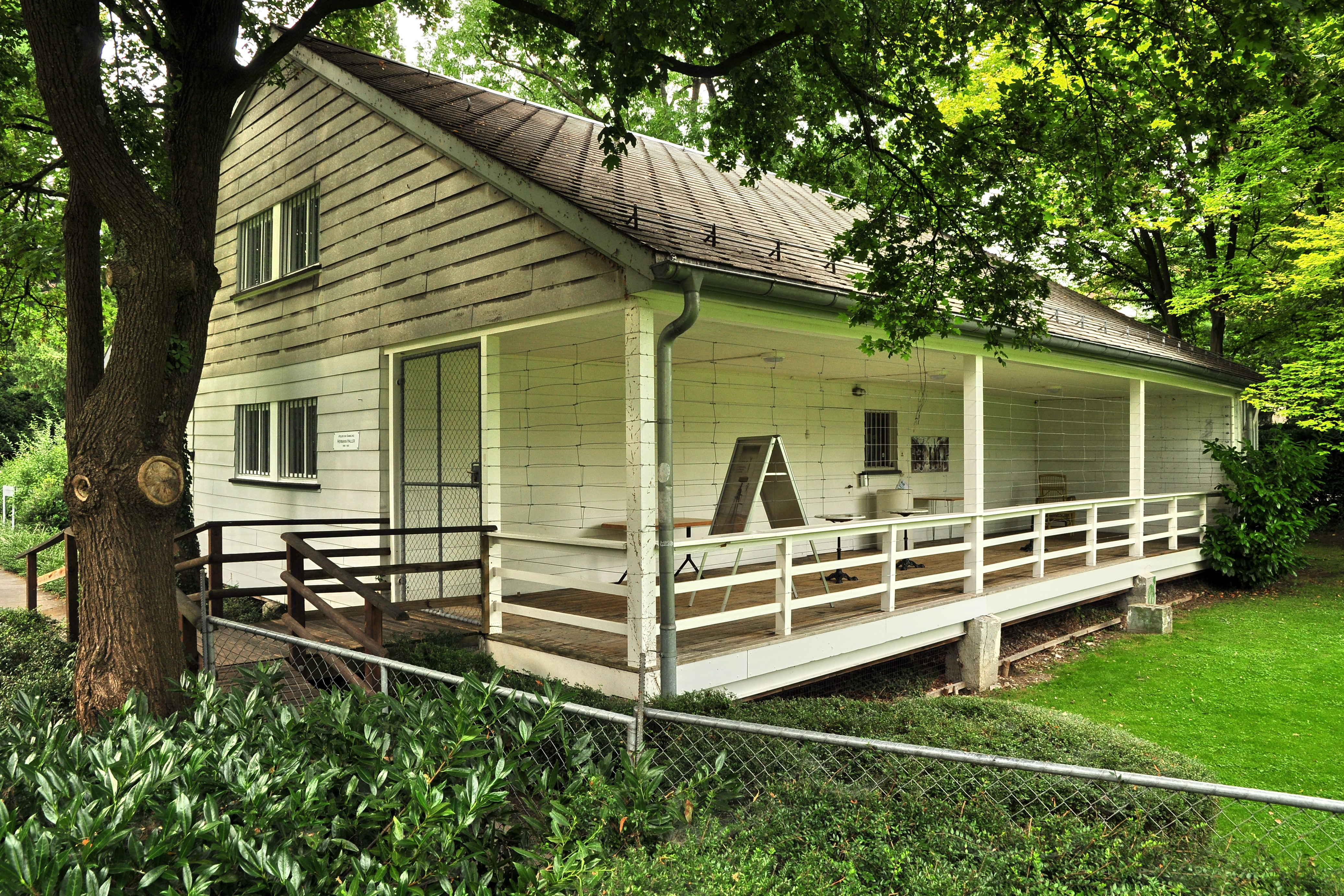
L'atelier de Haller à Zurich

De 1909 jusqu'au déclenchement de la Première Guerre mondiale, il vit avec sa famille à Paris, où il entre en contact avec le cercle d'artistes du Café du Dôme par l'intermédiaire de son beau-frère, le peintre Otto von Wätjen, et de sa future épouse Marie Laurencin et se lie d'amitié avec Ernesto de Fiori et Rudolf Levy. Les Haller passent les mois d'été dans la maison balnéaire de Wätjen au Cap Ferret, près d'Arcachon. En 1914, Haller retourne en Suisse et travaille à Zurich comme sculpteur de figures à succès. À Zurich, il se lie d'amitié avec Hermann Hubacher et devient plus tard son témoin de mariage.
Entre 1921 et 1923, Braus et Haller entreprennent divers voyages d'études à Paris et en Italie ; ils passent les mois d'hiver à Berlin, d'abord chez le marchand d'art Paul Cassirer, puis chez Fritz Huf (de), dans l'atelier duquel Haller travaillait.

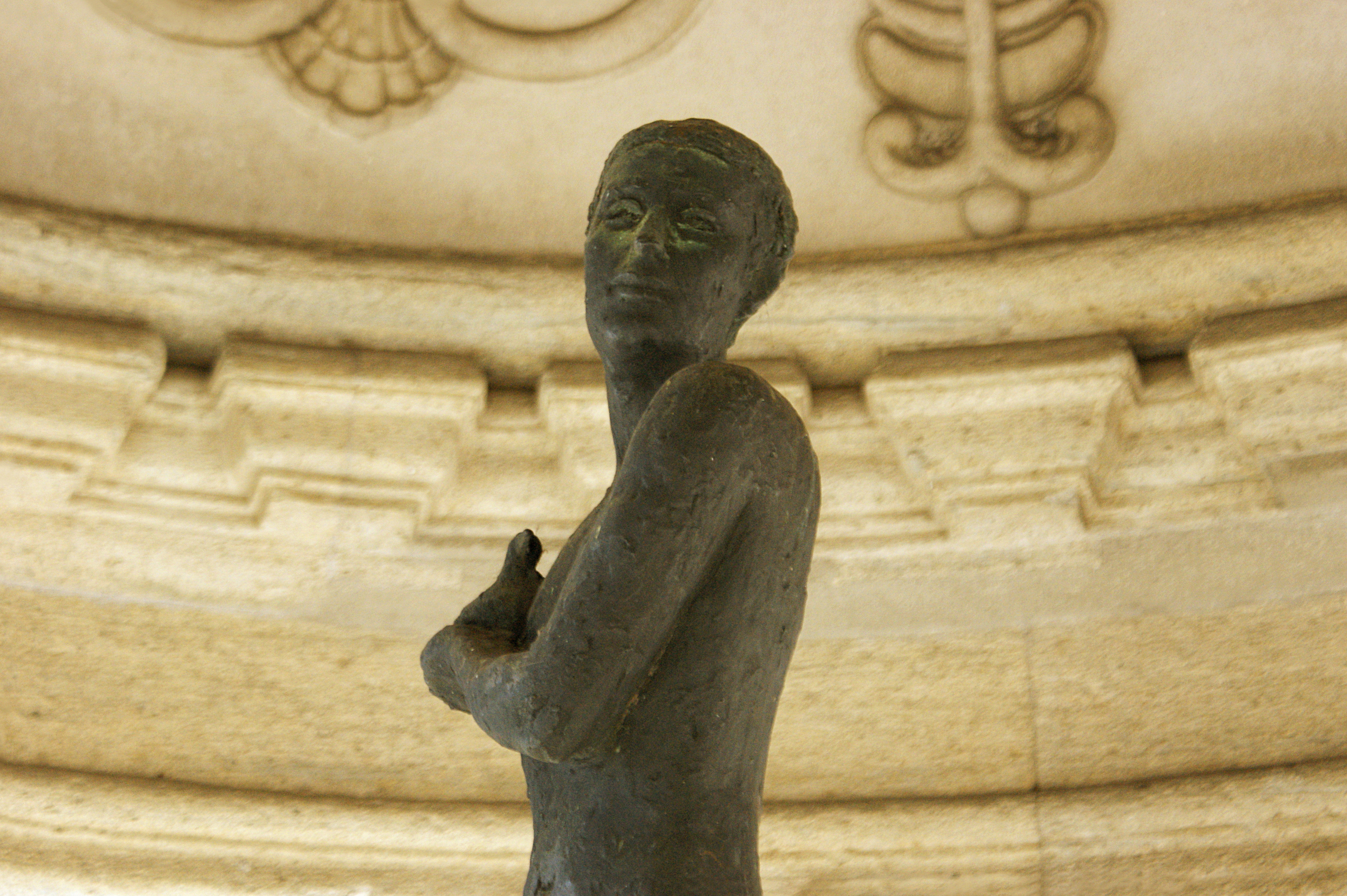
Jeune avec Grive bleue (Fontaine Widmann, Berne)

Dans les années 1920, Haller est l'un des sculpteurs les plus connus du monde germanophone. En 1922, Haller créé la figure en bronze d'un jeune avec une grive bleue pour la fontaine Widmann (de) sur le Hirschengraben (de) à Berne. À Zurich, il est à cette époque le sculpteur de figures le plus important de Suisse. En 1933, l'Université de Zurich lui décerne un doctorat honorifique. Avec Cuno Amiet, il représente la Suisse à la Biennale de Venise en 1934. Haller est membre à part entière de la Ligue des artistes allemands jusqu'à sa dissolution par les nationaux-socialistes en 1936.
En 1937, sa sculpture Fille à genoux (terre cuite, peinte, hauteur 33 cm, 1921/1922) est confisquée au Palais du Prince-héritier (de) par la Galerie nationale de Berlin dans le cadre de l'action nazie « Art dégénéré », mais est restituée en 1939.
En 1949, Haller reçoit le prix d'art de la ville de Zurich. La même année, avec son ami Jakob Probst (de), il participe à la troisième exposition plastique internationale au Musée d'art de Philadelphie.
Haller séjourne encore et encore à Ascona.

### Décès et sépulture
Il meurt le 23 novembre 1950 à Zurich. Ernst Morgenthaler prononce l'éloge funèbre au Fraumünster.[réf. nécessaire]
Il est enterré au cimetière privé Hohe Promenade (de).[réf. nécessaire]

## Réalisations
Le thème de Haller, la tension érotique entre les sexes, traverse toute son œuvre, qui comprend principalement des nus féminins (parfois grandeur nature) et des portraits en buste. Ses figures féminines en argile dégagent gaieté et chaleur. L'atelier qu'il conçoit lui-même et construit en 1932 à la Höschgasse 6 à Zurich juste en face du Centre Le Corbusier, l'ancien musée Heidi Weber, est ouvert au public pendant les mois d'été et présente de nombreuses œuvres originales de l'artiste. L'atelier bois est l'un des derniers témoins de l'architecture Bauhaus en bois en Europe,.
Les œuvres de Haller se trouvent dans de nombreux musées et lieux nationaux et étrangers tels que le Kunsthaus de Zurich et le Museum of Modern Art de New York.
- Figure équestre Hans Waldmann à Zurich : Le maître de guilde le plus important de la guilde du Kämbel (de) est le maire Hans Waldmann (1435-1489). Le 6 avril 1937, la statue équestre offerte par sa guilde sur le Münsterhof (de) devant le Fraumünster et créée par Hermann Haller est inaugurée - sur chaque Sechseläuten, avant de se rendre au défilé, les membres du Kämbel déposent cérémonieusement une couronne.
- Fille aux mains levées, Saffa Insel, Zurich
- Mémorial d'Oskar Bider, Berne
- Figure en bronze d'un jeune avec une grive bleue (1922) de la fontaine Widmann (de) (1914) au Hirschengraben (de) à Berne.